# Louis Gabriel Suchet
Louis Gabriel Suchet, vévoda z Albufera (2. března 1770, Lyon – 3. ledna 1826, Marseille), byl francouzský maršál období Francouzského císařství.
Pocházel ze zámožné rodiny lyonského majitele továrny na hedvábí. Zde se mu dostalo klasického vzdělání, avšak v sedmnácti letech po smrti otce musel převzít rodinný podnik.
V roce 1792 vstoupil jako dobrovolník do Národní gardy. V roce 1795 se setkal s kapitánem Bonapartem u Toulonu, kde velel 4. batalionu z Ardeche. Jejich cesty se pak nerozešly po celých 20 let. V roce 1797 se Suchet stal brigádním generálem, v červnu roku 1799 divizním generálem. Působil ve Švýcarsku a pak v Itálii, vesměs jako velitel štábu. Jeho veliteli byli slavní generálové Brune, Moreau, Championet, Masséna a Joubert, s kterým se spřátelil. Po smrti generála Jouberta v bitvě u Novi dokonce převzal na čas celou Italskou armádu.
Po Lunevillském míru roku 1801 byl jmenován generálním inspektorem pěchoty. V roce 1804 obdržel velení divize tábora v Boulogne-sur-Mer. On i jeho divize se mnohokrát vyznamenali v taženích let 1805, 1806 a 1807. U Slavkova bojovala jeho divize jako součást Lannesova 5. sboru na levém křídle francouzské sestavy a úspěšně bránila Santon.
Po míru Tylžském Souchet velel 5. sboru ve Slezsku a poté koncem roku 1808 s tímto sborem odešel do Španělska. Tam zvítězil v bitvě u Mavie a bitvě u Léridy. Obsadil Tortosu a Tarragonu, díky čemuž (8. července 1811) získal maršálskou hůl. Stal se velitelem aragonského regionu a jako správce oblasti si vedl mimořádně úspěšně. Nastal zde ekonomický rozkvět, Aragonie byla vyčištěna od banditů, došlo k obnově válkou zničené Zaragozy, zorganizoval věci veřejné atd. Roku 1812 odrazil armádu generála Blakea a dobyl Valencii, za což od císaře obdržel titul vévody z Albufera (21. června 1812).
V roce 1808 se Suchet oženil – jeho manželkou se stala vzdálená příbuzná Napoleona Honorienne Antoine de Saint-Joseph, dcera starosty Marseille, která s ním prodělala celou španělskou kampaň.
Brzy však musel ustoupit a v důsledku bitvy u Vitorie roku 1813 i vyklidit španělské území. S velkými obtížemi, ale úspěšně dále bránil francouzské území. V hlavním stanu v Narbonne 14. dubna 1814 pak uzavřel příměří s vévodou z Wellingtonu a podřídil se Ludvíkovi XVIII. Po návratu Napoleona z Elby se k němu opět připojil, převzal velení Alpské armády a bojoval s Rakušany v Savojsku.
Po návratu Ludvíka XVIII. byl vymazán z listiny pairů a tato funkce (stejně jako maršálská hodnost) mu byla vrácena až v roce 1819. Zemřel v Marseille 3. ledna 1826. V Lyonu mu byl zřízen památník. Suchetovy paměti „Mémoires sur les campagnes en Espagne depuis 1808 jusqu'en 1814“ (2. vyd., Par. 1834, 2 sv.) uveřejnil jeho dlouholetý spolupracovník a velitel štábu Saint-Cyr Nugues (nezaměňovat si s maršálem Saint-Cyrem).